# Tim Hunter (hockey sur glace)
Pour les articles homonymes, voir Hunter.
Timothy Robert Hunter (né le 10 septembre 1960 à Calgary, dans la province de l'Alberta au Canada) est un joueur professionnel canadien et actuellement entraîneur de hockey sur glace.

## Carrière
Réclamé au troisième tour par les Flames d'Atlanta lors du repêchage de 1979 de la Ligue nationale de hockey alors qu'il évolue pour les Breakers de Seattle de la Ligue de hockey de l'Ouest, Tim Hunter poursuit avec ces derniers pour une saison supplémentaire avant de rejoindre le club affilié aux Flames dans la Ligue américaine de hockey, les Voyageurs de la Nouvelle-Écosse.
Faisant ses premiers pas avec les Flames (devenu les Flames de Calgary) au cours de la saison 1981-1982 où il dispute deux rencontres, l'attaquant décroche un poste permanent avec l'équipe dès la saison suivante et devient rapidement un des préférés de la foule de Calgary, sa ville natale. Il reste onze saisons sous les couleurs des Flames, remportant la Coupe Stanley en 1989 et terminant au premier rang des joueurs les plus punis de l'histoire de la concession avec 2 405 minutes de punitions.
Laissé sans protection dans le cadre du repêchage d'expansion de 1992, il est retenu par le Lightning de Tampa Bay mais ceux-ci l'échangent le lendemain aux Nordiques de Québec avec lesquels il commence la saison suivante. Après seulement 48 rencontres avec les Nordiques, il est réclamé au ballotage par les Canucks de Vancouver pour qui il s'aligne durant quatre saisons avant de s'entendre pour une année supplémentaire, cette fois avec les Sharks de San José.
Au terme de la saison 1996-1997 passée à San José, il annonce son retrait de la compétition en tant que joueur et accepte un poste d'entraîneur-adjoint au sein de l'organisation des Capitals de Washington alors dirigés par Ron Wilson. Lorsque celui-ci est relevé de ses fonctions après la saison 2001-2002, Hunter se retrouve sans emploi mais rejoint rapidement l'entraîneur Wilson toujours à titre d'adjoint, pour les Sharks de San José.
Lorsque Wilson accepte le poste d'entraîneur-chef des Maple Leafs de Toronto à l'été 2008, il fait une fois de plus appel à Hunter pour lui servir d'adjoint, poste qu'il occupe jusqu'à la fin de la saison 2010-2011.
En 2015, il devient l'entraîneur-chef des Warriors de Moose Jaw dans la Ligue de hockey de l'Ouest.

## Statistiques
| Saison     | Équipe                          | Ligue      |     | Saison régulière | Saison régulière | Saison régulière | Saison régulière | Saison régulière |   | Séries éliminatoires | Séries éliminatoires | Séries éliminatoires | Séries éliminatoires | Séries éliminatoires |
| Saison     | Équipe                          | Ligue      | PJ  | B                | A                | Pts              | Pun              | PJ               | B | A                    | Pts                  | Pun                  |                      |                      |
| 1977-1978  | Chiefs de Kamloops              | LHCB       | 51  | 9                | 28               | 37               | 266              | -                | - | -                    | -                    | -                    |                      |                      |
| 1977-1978  | Breakers de Seattle             | LHOu       | 3   | 1                | 2                | 3                | 4                | -                | - | -                    | -                    | -                    |                      |                      |
| 1978-1979  | Breakers de Seattle             | LHOu       | 70  | 8                | 41               | 49               | 300              | -                | - | -                    | -                    | -                    |                      |                      |
| 1979-1980  | Breakers de Seattle             | LHOu       | 72  | 14               | 53               | 67               | 311              | 12               | 1 | 2                    | 3                    | 41                   |                      |                      |
| 1980-1981  | Bulls de Birmingham             | LCH        | 58  | 3                | 5                | 8                | 236              | -                | - | -                    | -                    | -                    |                      |                      |
| 1980-1981  | Voyageurs de la Nouvelle-Écosse | LAH        | 17  | 0                | 0                | 0                | 62               | 6                | 0 | 1                    | 1                    | 45                   |                      |                      |
| 1981-1982  | Stars d'Oklahoma City           | LCH        | 55  | 4                | 12               | 16               | 222              | -                | - | -                    | -                    | -                    |                      |                      |
| 1981-1982  | Flames de Calgary               | LNH        | 2   | 0                | 0                | 0                | 9                | -                | - | -                    | -                    | -                    |                      |                      |
| 1982-1983  | Flames du Colorado              | LCH        | 46  | 5                | 12               | 17               | 225              | -                | - | -                    | -                    | -                    |                      |                      |
| 1982-1983  | Flames de Calgary               | LNH        | 16  | 1                | 0                | 1                | 54               | 9                | 1 | 0                    | 1                    | 70                   |                      |                      |
| 1983-1984  | Flames de Calgary               | LNH        | 43  | 4                | 4                | 8                | 130              | 7                | 0 | 0                    | 0                    | 21                   |                      |                      |
| 1984-1985  | Flames de Calgary               | LNH        | 71  | 11               | 11               | 22               | 259              | 4                | 0 | 0                    | 0                    | 24                   |                      |                      |
| 1985-1986  | Flames de Calgary               | LNH        | 66  | 8                | 7                | 15               | 291              | 19               | 0 | 3                    | 3                    | 108                  |                      |                      |
| 1986-1987  | Flames de Calgary               | LNH        | 73  | 6                | 15               | 21               | 361              | 6                | 0 | 0                    | 0                    | 51                   |                      |                      |
| 1987-1988  | Flames de Calgary               | LNH        | 68  | 8                | 5                | 13               | 337              | 9                | 4 | 0                    | 4                    | 32                   |                      |                      |
| 1988-1989  | Flames de Calgary               | LNH        | 75  | 3                | 9                | 12               | 375              | 19               | 0 | 4                    | 4                    | 32                   |                      |                      |
| 1989-1990  | Flames de Calgary               | LNH        | 67  | 2                | 3                | 5                | 279              | 6                | 0 | 0                    | 0                    | 4                    |                      |                      |
| 1990-1991  | Flames de Calgary               | LNH        | 34  | 5                | 2                | 7                | 143              | 7                | 0 | 0                    | 0                    | 10                   |                      |                      |
| 1991-1992  | Flames de Calgary               | LNH        | 30  | 1                | 3                | 4                | 167              | -                | - | -                    | -                    | -                    |                      |                      |
| 1992-1993  | Nordiques de Québec             | LNH        | 48  | 5                | 3                | 8                | 94               | -                | - | -                    | -                    | -                    |                      |                      |
| 1992-1993  | Canucks de Vancouver            | LNH        | 26  | 0                | 4                | 4                | 99               | 11               | 0 | 0                    | 0                    | 26                   |                      |                      |
| 1993-1994  | Canucks de Vancouver            | LNH        | 56  | 3                | 4                | 7                | 171              | 24               | 0 | 0                    | 0                    | 26                   |                      |                      |
| 1994-1995  | Canucks de Vancouver            | LNH        | 34  | 3                | 2                | 5                | 120              | 11               | 0 | 0                    | 0                    | 22                   |                      |                      |
| 1995-1996  | Canucks de Vancouver            | LNH        | 60  | 2                | 0                | 2                | 122              | -                | - | -                    | -                    | -                    |                      |                      |
| 1996-1997  | Sharks de San José              | LNH        | 46  | 0                | 4                | 4                | 135              | -                | - | -                    | -                    | -                    |                      |                      |
| Totaux LNH | Totaux LNH                      | Totaux LNH | 815 | 62               | 76               | 138              | 3 146            | 132              | 5 | 7                    | 12                   | 426                  |                      |                      |

## Honneurs et trophées
- Ligue nationale de hockey
  - Vainqueur de la Coupe Stanley avec les Flames de Calgary en 1989 ;
  - Meneur de l'histoire des Flames au chapitre des minutes de punition avec 2 405 ;
  - Classé au huitième rang des joueurs les plus punis de l'histoire de la LNH avec 3 146 minutes de punition.

## Transactions en carrière
- Repêchage de 1979 : repêché par les Flames d'Atlanta (3e choix de l'équipe, 54e choix au total) ;
- 18 juin 1992 : réclamé par le Lightning de Tampa Bay lors de leur repêchage d'expansion ;
- 19 juin 1992 : échangé par le Lightning aux Nordiques de Québec en retour de compensation future (les Nordiques cèdent Martin Simard au Lightning le 14 septembre 1992) ;
- 12 février 1993 : réclamé au ballotage par les Canucks de Vancouver ;
- 23 juillet 1996 : signe à titre d'agent libre avec les Sharks de San José.